# Mario Miranda
Pour les articles homonymes, voir Miranda.
Mario Miranda, né le 1er janvier 1937 à Filettino et mort le 6 janvier 2017,, est un mathématicien italien spécialisé dans le calcul, en particulier le calcul des variations et des surfaces minimales.

## Formation et carrière
Miranda étudie les mathématiques à l'Université de Pise, obtenant son diplôme (Laurea) en 1959. Il y travaille ensuite jusqu'en 1969 comme assistant et parfois (1959/60, 1964-1968) chargé de cours (Professore incaricato). De 1960 à 1964 (et de 1979 à 1981), il est également chargé de cours à l'École normale supérieure de Pise. A cette époque, il travaille en étroite collaboration avec Ennio De Giorgi et Enrico Bombieri à Pise. En 1968/69, il est professeur associé à l'Université du Minnesota et de 1969 à 1972, professeur associé à l'Université de Ferrare. En 1972/73, il est professeur à l'Université de Californie à Berkeley, en 1973/74 à l'Université de Gênes et depuis 1974, il est professeur à l'Université de Trente. En 1978/79 et de 1984 à 1988, il dirige la Faculté des sciences. Depuis 1979, il est directeur du Centre international de mathématiques de l'Istituto Trentino di Cultura.
Il est professeur invité à Buenos Aires (1971), à Campinas au Brésil (1974), à Mogadiscio en Somalie (1988), à l'IMPA de Rio de Janeiro (1976) et à Sao Paulo (1978/79).

## Prix et distinctions
En 1970, il est conférencier invité au Congrès international des mathématiciens de Nice avec une conférence intitulée Nouveaux résultats pour les surfaces minimales.
Il est membre de l'Instituto Veneto di Scienze Lettere ed Arti et membre correspondant de l'Académie des Lyncéens (1991). Il a reçu le Prix Caccioppoli en 1968, le prix Bonavera et la médaille d'or de l'Accademia dei Lincei en 1968. En 1989 il est lauréat du Prix mathématique de l'Académie italienne des sciences.

## Publications
- avec Umberto Massari Minimal surfaces in codimension 1, North Holland 1984.
- Miranda Recollections on a conjecture in Mathematics, Matematica contemporanea, vol 35, 2008, pp. 143, pdf.
- avec Enrico Bombieri, Ennio De Giorgi Una maggiorazione a priori relativa alle ipersuperfici minimale non parametriche, Archive for Rational Mechanics and Analysis, vol 32, 1969, pp. 255–267.